# Macromitrium longipilum
Macromitrium longipilum là một loài rêu trong họ Orthotrichaceae. Loài này được A. Braun ex Müll. Hal. mô tả khoa học đầu tiên năm 1851.